# 長野県小海高等学校
長野県小海高等学校（ながのけん こうみこうとうがっこう）は、長野県南佐久郡小海町大字千代里にある公立高等学校。
文化祭は「八ヶ嶺祭」と称する。

## 沿革
- 1907年4月7日 - 南佐久郡農学校臼南分校として開校。
- 1911年4月1日 - 南佐久郡立農学校小海分校に改称。
- 1918年9月20日 - 校舎を旧北牧村に移転増築し、南佐久郡立農学校北牧分校に改称。
- 1920年4月1日 - 女子部を併設。
- 1923年3月31日 - 組合立となり独立し、長野県南佐久農林学校に改称。
- 1927年4月1日 - 女子部を廃止し、組合立南佐久家政女学校を設置。
- 1948年4月1日 - 学制改革により、長野県南佐久実業高等学校となる。農業科、被服科を設置。
- 1948年5月7日 - 定時制課程を設置、中心校及び南相木分校を設置。
- 1949年4月1日 - 県立に移管し、普通科を設置。
- 1949年5月1日 - 定時制中心校を廃止。
- 1952年4月1日 - 被服科を家庭科に転科。
- 1954年5月8日 - 定時制中心校を再設置。
- 1961年3月31日 - 南相木分校中心校にを統合。
- 1964年3月31日 - 定時制を廃止。
- 1965年3月31日 - 家庭科を廃止。
- 1975年3月31日 - 農業科を廃止。
- 1975年4月1日 - 長野県小海高等学校に改称。
- 1991年4月1日 - コース制を導入。

## 教育目標
日本国憲法及び教育基本法の精神に基づき、心身の調和的発達を図るとともに将来社会の発展と文化の創造に寄与できる人間を育成する。

## 部活動

### 主な成績
- 1956年1月23日 - 第5回インターハイスピードスケート女子総合優勝。以降9連覇。
- 1966年1月17日 - 第15回インターハイスピードスケート女子総合優勝。

## 出身者
- 長久保初枝 - スピードスケート選手、1960年スコーバレーオリンピック・1964年インスブルックオリンピック日本代表
- 鷹野淑子 - スピードスケート選手、1960年スコーバレーオリンピック日本代表
- 菊池純礼 - スピードスケート・ショートトラック選手、2018年平昌オリンピック日本代表
- 神長汐音（英語版） - ショートトラックスピードスケート選手、2018年平昌オリンピック日本代表

## 校章
- 校章 - ウェイバックマシン（2016年3月6日アーカイブ分）

## 校歌・応援歌
作詞：佐藤春夫 作曲：秋山雄三

## 最寄駅
- 東日本旅客鉄道小海線：小海駅、馬流駅